# アグスティン・デラ・コルテ
アグスティン・デラ・コルテ（Agustín Della Corte、1997年9月11日 - ）は、スーペル・ラグビー・アメリカス、ペニャロール・ラグビーに所属するラグビーユニオン選手。

## プロフィール
- ウルグアイ・パイサンドゥー出身[1]。
- ポジションはセンター(CTB)。
- 身長 178cm、体重 92kg
- ウルグアイ代表キャップは8（2025年4月現在）でラグビーワールドカップ2019のウルグアイ代表に選ばれた[2]。

## 略歴
2020年、ペニャロールに加入。